# NXT TakeOver: In Your House (2020)
NXT TakeOver: In Your House foi um show de wrestling profissional e evento da WWE Network produzido pela WWE para a sua divisão da marca NXT. Foi transmitido em 7 de junho de 2020. Enquanto a maioria do evento foi ao ar ao vivo na Full Sail University em Winter Park, Flórida, a luta Backlot Brawl foi pré-gravada em 28 de maio no estacionamento da Full Sail University. Foi o 29º evento da cronologia NXT TakeOver, que marcou o 25º aniversário do primeiro pay-per-view In Your House. Foi o primeiro evento com a marca In Your House desde o St. Valentine's Day Massacre: In Your House em fevereiro de 1999, sendo assim o 28º evento In Your House e o primeiro evento TakeOver a ser realizado na Full Sail University desde o TakeOver: The End in 2016.
Seis lutas foram disputadas no evento. No evento principal, Io Shirai derrotou a atual campeã Charlotte Flair e Rhea Ripley em uma luta Triple Threat para vencer o NXT Women's Championship. Em outras lutas, Karrion Kross derrotou Tommaso Ciampa por submissão técnica, Keith Lee derrotou Johnny Gargano para reter o NXT North American Championship, e Adam Cole derrotou Velveteen Dream em uma luta Last Chance Backlot Brawl para reter o NXT Championship.

## Produção

### Conceito
TakeOver é uma série de eventos de wrestling profissional que começou em 29 de maio de 2014, quando a marca NXT realizou sua segunda transmissão ao vivo exclusiva na WWE Network chamada TakeOver. Nos meses seguintes, o apelido "TakeOver" se tornou a marca usada pela WWE para todos os seus especiais do NXT ao vivo na WWE Network. In Your House foi o vigésimo nono evento NXT TakeOver. O evento aconteceu na base do NXT na Full Sail University em Winter Park, Flórida, a primeira vez que um evento TakeOver foi realizado no local desde o TakeOver: The End em junho de 2016; todos os shows do NXT foram realizados neste local desde meados de março devido à pandemia de COVID-19, com o In Your House sendo o primeiro evento TakeOver a ocorrer desde o início da pandemia, já que o TakeOver: Tampa Bay originalmente agendado para abril foi cancelado.
In Your House foi uma série de shows criados pela WWE (então conhecida como World Wrestling Federation) que foi ao ar em formato pay-per-view (PPV) de maio de 1995 a fevereiro de 1999. O conceito original era que, nos meses em que a promoção não estava realizando um de seus principais eventos PPV (WrestleMania, King of the Ring, SummerSlam, Survivor Series e Royal Rumble, que na época durava três horas), eles ofereciam um PPV de duas horas. A marca In Your House foi aposentada após o evento St. Valentine's Day Massacre: In Your House, em fevereiro de 1999, quando a empresa passou a instalar nomes permanentes para cada um de seus PPVs mensais. Em 13 de maio de 2020, para o 25º aniversário do primeiro PPV In Your House, a WWE anunciou que havia revivido o nome para seu evento NXT TakeOver de 7 de junho, marcando o primeiro evento da marca In Your House em 21 anos e, subsequentemente, o vigésimo oitavo evento para levar o nome. Enquanto a maior parte do evento foi ao ar ao vivo em 7 de junho, a luta Backlot Brawl foi pré-gravada em 28 de maio em um estilo cinematográfico, semelhante ao dos combates Boneyard e Firefly Fun House da WrestleMania 36.

### Histórias
O card incluiu lutas que resultaram de enredos roteirizados, em que os lutadores retratavam heróis, vilões ou personagens menos distintos criando tensão e culminando em uma luta ou série de lutas, com resultados predeterminados pelos escritores da WWE na marca NXT, enquanto os enredos foram produzidos em seu programa de televisão semanal, NXT.
No episódio de 15 de abril do NXT, após Tommaso Ciampa admitir que Johnny Gargano era o melhor homem após a luta One Final Beat na semana anterior, ele foi atacado nos bastidores pelo estreante Karrion Kross. Após a luta de Kross no episódio de 20 de maio, Ciampa desafiou Kross para uma luta no TakeOver: In Your House.
Durante a WrestleMania 36 Parte 2, Charlotte Flair derrotou Rhea Ripley por submissão para vencer o NXT Women's Championship. No episódio seguinte do NXT, Io Shirai venceu uma luta de escadas de seis mulheres para ganhar uma luta pelo título contra Flair, que Shirai venceu por desqualificação no episódio de 6 de maio após o qual Ripley voltou e salvou Shirai. No episódio de 20 de maio, a luta entre Shirai e Ripley terminou em no-contest quando Flair atacou as duas. Uma luta triple threat entre as três mulheres foi então marcada para o TakeOver: In Your House.

## Evento
| Função:                   | Nome:             |
| ------------------------- | ----------------- |
| Comentaristas em inglês   | Mauro Ranallo     |
| Comentaristas em inglês   | Beth Phoenix      |
| Comentaristas em inglês   | Tom Phillips      |
| Comentaristas em espanhol | Carlos Cabrera    |
| Comentaristas em espanhol | Marcelo Rodriguez |
| Anunciadora de ringue     | Alicia Taylor     |
| Árbitros                  | Drake Wuertz      |
| Árbitros                  | Darryl Sharma     |
| Árbitros                  | Danilo Anfibio    |
| Árbitros                  | DA Brewer         |
| Árbitros                  | Tom Castor        |
| Painel do pré-show        | Scott Stanford    |
| Painel do pré-show        | Sam Roberts       |
| Painel do pré-show        | Pat McAfee        |

### Lutas preliminares
O evento começou com Mia Yim, Tegan Nox e Shotzi Blackheart enfrentando a equipe de Candice LeRae, Dakota Kai e Raquel González. No clímax, Nox executou o Shiniest Wizard em Gonzalez e Kai, seguido por Nox imobilizando Kai para vencer a luta.
Em seguida, Finn Bálor enfrentou Damian Priest. Durante a entrada de Bálor, Priest jogou Bálor para fora do ringue. No clímax, Bálor derrubou Priest, que estava em cima de um turnbuckle, nos degraus de aço. Quando Priest voltou ao ringue, Bálor aplicou dois Coup de Grâces em Priest para vencer a luta.
Depois disso, Keith Lee defendeu o NXT North American Championship contra Johnny Gargano. No final da luta, a esposa de Gargano, Candice LeRae, apareceu para distrair Lee; no entanto, Mia Yim apareceu e brigou com LeRae. Isso distraiu o árbitro e Gargano aproveitou a situação e acertou os olhos de Lee com uma chave. Gargano executou um One Final Beat e um superkick em Lee para que conseguiu o kick out. Nos momentos finais, Lee realizou um Spirit Bomb e um Big Bang Catastrophe em Gargano para reter o título.
O luta seguinte foi a Last Chance Backlot Brawl, na qual Adam Cole defendeu o NXT Championship contra Velveteen Dream. A luta ocorreu no estacionamento da Full Sail University com um ringue de luta armado rodeado de carros; a luta só poderia ser vencida por pinfall ou submissão dentro do ringue. Dream conseguiu três roll-ups para começar a luta, mas Cole voltou com um chute no rosto seguido de socos. Afirmando que Dream não merecia o título, Cole entrou em um carro e tentou sair, mas Dream foi atrás dele com um taco de beisebol e quebrou uma janela. Mais tarde, Dream jogou Cole no capô de um carro. Dream colocou uma escada ao redor da área do ringue. Quando Dream subiu a escada, outro carro apareceu e começou a buzinar. Os companheiros de Cole da Undisputed Era companheiros Roderick Strong e Bobby Fish, em seguida, sairam do carro. Cole também subiu a escada, mas foi derrubado por Dream e caiu no para-brisa, fazendo o braço direito de Cole sangrar. Strong e Fish então atacaram Dream. Strong e Fish jogaram várias cadeiras no ringue. Dexter Lumis então apareceu debaixo do ringue e espancou Strong e Fish com uma cadeira de aço e jogou Strong e Fish no porta-malas de um carro e foi embora. No ringue, Cole tentou um Panama Sunrise, mas Dream o pegou e acertou o Dream Valley Driver para uma contagem de dois. Dream então acertou um diving elbow drop da corda superior para outro kick out. Cole então acertou um golpe baixo em Dream e seguiu com um Panama Sunrise nas cadeiras de aço para ganhar e reter o título. Devido à estipulação da luta, Dream não poderia mais lutar pelo NXT Championship enquanto Cole fosse o campeão.
Na penúltima luta, Tommaso Ciampa enfrentou Karrion Kross que foi acompanhado ao ringue por Scarlett. Kross aplicou um suplex em cima do ringue. Ciampa deu um chute forte, seguido de um clothesline jogando Kross para fora do ringue. Kross pegou Ciampa e mandou-o de volta primeiro para o apron do ringue. De volta ao ringue, Kross entregou outro belly-to-belly. Kross continuou o ataque com outro belly-to-belly suplex enquanto sorria com a violência que estava causando. Kross deu repetidas joelhadas no rosto de Ciampa. Kross desafiou Ciampa a acertá-lo, então Kross acertou um Northern Lights Suplex e um clothesline. Ciampa respondeu com golpes fortes e golpes no rosto, depois um chute que mandou Kross para fora do ringue. Kross estava no apron e Ciampa acertou o Widow's Bell para uma contagem de dois. Ciampa acertou uma joelhada no rosto, depois outra joelhada no rosto, mas Kross bloqueou um movimento de Ciampa. Kross colocou Ciampa em seus ombros e acertou um Doomsday Saito. Kross então aplicou um Kross Jacket. Ciampa desmaiou, dando a vitória para Kross por submissão técnica.

### Evento principal
Na luta principal, Charlotte Flair defendeu o NXT Women's Championship contra Io Shirai e Rhea Ripley em uma luta Triple Threat. No clímax, Flair executou um Spear em Ripley e então aplicou a submissão Figure Eight nela. Durante a submissão, Shirai aplicou um moonsault em Ripley da corda superior e imobilizou Ripley para ganhar o título enquanto Flair estava aplicando a submissão.

## Resultados
| Nº                                          | Resultados                                                                                      | Estipulações | Tempo |
| ------------------------------------------- | ----------------------------------------------------------------------------------------------- | --- | ----- |
| 1                                           | Mia Yim, Shotzi Blackheart, e Tegan Nox derrotaram Candice LeRae, Dakota Kai, e Raquel González | Luta de trios | 9:50  |
| 2                                           | Finn Bálor derrotou Damian Priest                                                               | Luta individual | 13:07 |
| 3                                           | Keith Lee (c) derrotou Johnny Gargano                                                           | Luta individual pelo NXT North American Championship                                                                                                   | 20:35 |
| 4                                           | Adam Cole (c) derrotou Velveteen Dream                                                          | Luta Last Chance Backlot Brawll pelo NXT Championship Se Dream perdesse, ele não poderia mais lutar pelo NXT Championship enquanto Cole fosse campeão. | 14:57 |
| 5                                           | Karrion Kross (com Scarlett) derrotou Tommaso Ciampa por submissão técnica                      | Luta individual | 6:13  |
| 6                                           | Io Shirai derrotou Charlotte Flair (c) e Rhea Ripley                                            | Luta triple threat pelo NXT Women's Championship | 17:36 |
| (c) – Refere-se aos campeões antes da luta. |                                                                                                 | |       |